# Шакиров, Ульмас Шакирович
Ульмас Шакирович Шакиров (20 декабря 1922, Асавка — 20 августа 1998, Асавка, Башкортостан) — помощник командира взвода 259-го стрелкового полка (179-я стрелковая дивизия, 43-я армия, 1-й Прибалтийский фронт), Герой Советского Союза.

## Биография
Ульмас Шакирович Шакиров родился 20 декабря 1923 года в деревне Новый Асав Бирского кантона (Балтачевского района) Башкирской АССР в удмуртской крестьянской семье девятым ребёнком.
Окончил 7 классов школы. Член ВКП(б) с 1944 года.
До войны Ульмас Шакирович работал в колхозе «Урняк» Балтачевского района. В Красную Армию призван в июле 1941 года Балтачевским райвоенкоматом.
Служил помощником командира взвода 259-го стрелкового полка (179-я стрелковая дивизия, 43-я армия, 1-й Прибалтийский фронт). Проявил мужество и героизм в боях за освобождение Витебской области Белоруссии.
22 июня 1944 г. в районе населенного пункта Шумилино У. Ш. Шакиров принял командование взводом на себя и умело руководя его действиями, отбил 3 контратаки противника. В бою было уничтожено 16 гитлеровцев. 26 июня 1944 г. взвод около д. Боровцы взял в плен немецкий разведывательный отряд численностью 11 человек.
После демобилизации У. Ш. Шакиров вернулся на родину.
С 1950 года работал председателем колхоза «Молотов», с 1959 года — в родной школе учителем физкультуры и труда. За добросовестный труд У. Ш. Шакиров награждён нагрудным значком «Отличник народного просвещения».
С 1983 года на пенсии.
Скончался  в августе 1998 года.

## Память
Имя  Шакирова Ульмаса Шакировича носит муниципальное общеобразовательное бюджетное учреждение средняя общеобразовательная школа №1 с.Старобалтачево, его именем названы улицы в с.Старобалтачево, д.Асавка Балтачевского района Республики Башкортостан.
В районном центре- с.Старобалтачево возле памятника землякам, павшим в Великой Отечественной войне, установлен бюст Шакирова У.Ш.

## Семья
Шакиров Ульмас Шакирович вместе с женой Шарзией воспитали пятерых детей.

## Подвиг
«22 июня 1944 г. в районе населенного пункта Шумилино У. Ш. Шакиров принял командование взводом на себя и, умело руководя его действиями, отбил 3 контратаки противника. В бою было уничтожено 16 гитлеровцев. 26 июня 1944 г. взвод около д. Боровцы взял в плен немецкий разведывательный отряд численностью 11 человек».
Звание Героя Советского Союза У. Ш. Шакирову присвоено 22 июля 1944 года.

## Награды
- Медаль «Золотая Звезда» Героя Советского Союза (22.07.1944)[5]
- Орден Ленина (22.07.1944)
- Орден Отечественной войны I степени (06.04.1985)[6]
- Медали

## Память
Именем Героя названы: Шавьядинская, Норкинская и Бигинеевская школы Балтачевского района Республики Башкортостан.
В селе Старобалтачево установлен бюст Героя.